# Марсело Бордон
Марсело Жозе Бордон (порт.-браз. Marcelo José Bordon; нар. 7 січня 1976, Рібейран-Прету, Сан-Паулу, Бразилія) — бразильський футболіст, центральний захисник.

## Клубна кар'єра

### Ранні роки
Розпочав футбольну кар'єру в «Сан-Паулу» і незабаром став видатним гравцем триколірних, якому допоміг виграти Кубок КОНМЕБОЛ 1994 року, Кубок володарів кубків КОНМЕБОЛ 1996 року та Лігу Пауліста 1998 року.

### «Штутгарт»
Наприкінці 1999 року підписав контракт з німецьким «Штутгартом». Перехід від емоційного бразильського футболу до тактично орієнтованого здійснив досить повільно. Тренер Ральф Рангнік вважав головною причиною цьому через досить посередню англійську Бордона. Тим не менш, Бордон швидко став важливим гравцем. У наступні декілька років став лідером захисту ще молодої команди «Штутгарта» і вважався одним із найкращих центральних захисників чемпіонату. Також швидко вивчив німецьку мову. 
Вперше зіграв у Лізі чемпіонів у сезоні 2003/04 років, 16 вересня 2003 року в програному (1:2) поєдинку проти «Рейнджерс». На додаток до захисних вмінь, також вважався центральним захисником, який забиває м'ячі. 28 березня 2004 року в 26-му турі Бундесліги 2003/04 оформив хет-трик у матчі проти бременського «Вердера». Впевнені виступи у футболці «Штутгарта» привели Бордона в центр уваги національної збірної, а також інших клубів. Загалом за «Штутгарт» провів 157 офіційних матчів і відзначився 12-ма голами.

### «Шальке 04»
Завдяки вдалим виступам у липні 2004 року за 2,6 мільйона євро перейшов у «Шальке 04». Для гельзенкірхенського клубу бразилець став кумиром і склав міцний захисний тандем разом із сербом Младеном Крстаїчем. У своєму першому сезоні провів 27 матчів у чемпіонаті та відзначився своїми першими двома голами за «Шальке» в останньому турі поєдинку чемпіонату проти «Фрайбурга». У кубку Німеччини 2004/05 вони дійшли до фіналу. У сезоні 2005/06 Бордон виграв Кубок ліги проти свого колишнього клубу «Штутгарт». У чемпіонаті «Шальке» не виправдав очікувань і пройшов лише до Кубку УЄФА. «Шалька» вилетів з Ліги чемпіонів, посів третє місце у своїй групі, але кваліфікувався до Кубку УЄФА. У вище вказаному турнірі німецький колектив вилетів лише в півфіналі від майбутнього чемпіона, «Севільї». Завжди грав стабільно, впевнено та брав на себе роль лідера, був капітаном команди починаючи з сезону 2006/07 років до літа 2010 року, коли він покинув клуб.
Починаючи сезону 2006/07 років був капітаном команди, а також головою її ради. Незважаючи на результати у чемпіонаті, сезон не став позитивним для «Шальке». У Лізі Європи німецький колектив вилетів у матчі плей-оф проти «Нансі», а в Кубку Німеччини — у другому раунді проти «Кельна». Окрім цього, «Шальке» пройшов лише перший раунд Кубку ліги. У чемпіонаті не вдалося також перемогти, колишній клуб Бордона «Штутгарт» обігнав «Шальке» незадовго до завершення сезону. Але «фармацевти» все-таки кваліфікувався до Ліги чемпіонів. Сезон 2007/08 років в чемпіонаті був таким же потужним, як і попередній. Третє місце дозволило «Шальке» вийти в плей-оф Ліги чемпіонів; Бордон відзначився 5-ма голами. У Кубку ліги «Шальке» дійшов до фіналу, але в Лізі чемпіонів вилетів лише в чвертьфіналі від «Барселони».
Сезон 2008/09 років почався з вибуття в плей-оф Ліги чемпіонів від мадридського «Атлетіко». У Кубку Німеччини «Шальке» завершив шлях у чвертьфіналі, а в Кубку УЄФА — після групового етапу. У чемпіонаті «фармацевтам» не вдалося кваліфікуватися до будь-якого міжнародного турніру. Як наслідок, тренер Фред Рюттен звільнений з займаної посади, а 17 березня 2009 року Марсело Бордон передав капітанську пов'язку своєму помічнику Младену Крстаїчу. Також вирішальним фактором стали декілька травм гравця наприкінці сезону. Окррім усього іншого, пропустив 8 матчів чемпіонату через розтягнення стегна. У сезоні 2009/10 років вони програли чемпіонську гонку мюнхенській «Баварії». Вперше за сезон Марсело не відзначився жодним голом.

### «Ер-Раян»
5 липня 2010 року контракт Бордона з «Шальке» було розірвано, а 8 липня 2010 року гравець уклав договір з катарським «Ер-Раяна», де повинен був заробляюти приблизно 6,5 мільйонів євро на рік. Однак Бордон відіграв за клуб лише один сезон і незабаром завершив кар’єру. Через обожнювання в «Шальке 04» бразилець провів свою останню гру на професіональному рівні 9 липня 2011 року на «Фельтінс-Арені». Також був обраний до Зали слави «Шальке».

## Кар'єра в збірній
Бордон зіграв один поєдинок за збірну Бразилії в 2004 році, у товариському матчі проти Угорщини, в якому вийшов на заміну на 23-й хвилині. Під керівництвом Карлоса Алберта Паррейри також був частиною бразильської збірної, яка виграла Кубок Америки 2004 у фіналі проти Аргентини.

## Стиль гри
За свою ігрову кар'єру Бордон вважався одним з найкращих центральних захисників Бундесліги. Він був сильним у відборах і ударах головою, добре розташовувався і вів своїх товаришів по команді. Він також неймовірно потужно бив по воротах і виконував штрафні. Незважаючи на свій фізичний стиль захисту, він завжди був справедливим і часто обходився без фолів.

## Особисте життя
Для Бордона його християнська віра має велике значення; він часто підкреслює, що своїми успіхами завдячує Богу.
Завдяки походженням свого батька також має італійське громадянство. Одружений, виховує трьох дітей. Відданий справі допомоги безпритульним дітям і справедливої торгівлі кавою.

## Статистика виступів

### У збірній
| Дата      | Місто    | Господарі | Результат | Гості    | Турнір           | Голи | Примітки |
| --------- | -------- | --------- | --------- | -------- | ---------------- | ---- | -------- |
| 28-4-2004 | Будапешт | Угорщина  | 1 – 4     | Бразилія | товариський матч | -    | 67'      |
| Усього    |          | Матчів    | 1         |          | Голів            | 0    |          |

## Досягнення
«Сан-Паулу»
- Ліга Пауліста
  -  Чемпіон (1): 1998

- Кубок КОНМЕБОЛ
  -  Володар (1): 1994

- Світовий кубок чемпіонів
  -  Володар (2): 1995, 1996

- Кубок чемпіонів КОНМЕБОЛ
  -  Володар (1): 1996

«Штутгарт»
- Кубок Інтертото
  -  Володар (2): 2000, 2002

«Шальке 04»
- Кубок німецької ліги
  -  Володар (1): 2005

- Кубок Інтертото
  -  Володар (1): 2004

збірна Бразилії
- Кубок Америки
  -  Володар (1): 2004

індивідуальні досягнення
- Збірна Бундесліги: 2004/05